# Kouria (Burkina Faso)
Pour les articles homonymes, voir Kouria.
Kouria, également orthographié Kourya, est une commune rurale située dans le département de Siglé de la province de Boulkiemdé dans la région du Centre-Ouest au Burkina Faso.

## Éducation et santé
Kouria accueille une dispensaire isolé tandis que le centre de soins le plus proche est le centre de santé et de promotion sociale (CSPS) de Temnaoré.